# A fiók (film)
A fiók (eredeti cím: The Jacket) John Maybury 2005-ben bemutatott thrillerje. A forgatókönyvet Marc Rocco és Tom Bleeker ötlete alapján Massy Tadjedin írta. Főszerepben az Oscar-díjas Adrien Brody és Keira Knightley. A mellékszerepekben Kris Kristofferson, Daniel Craig és Jennifer Jason Leigh látható. A film 107 perces.
A film az Warner Independent Pictures megbízásából készült, a magyar szinkront a Film Sound Stúdió készítette 2005-ben.

## Szereplők
| Szereplő          | Színész              | Magyar hang    |
| ----------------- | -------------------- | -------------- |
| Jack Starks       | Adrien Brody         | Dolmány Attila |
| Jackie Price      | Keira Knightley      | Bertalan Ágnes |
| Dr. Thomas Becker | Kris Kristofferson   | Ujlaki Dénes   |
| Dr. Beth Lorenson | Jennifer Jason Leigh | Pálfi Kata     |
| Jean Price        | Kelly Lynch          |                |
| Az idegen         | Brad Renfro          |                |
| Rudy Mackenzie    | Daniel Craig         | Csankó Zoltán  |
| Dr. Hopkins       | Steven Mackintosh    |                |
| Damon             | Brendan Coyle        |                |
| Harding nővér     | Mackenzie Phillips   |                |
| fiatal Jackie     | Laura Marano         | Kántor Kitty   |
| Harrison rendőr   | Jason Lewis          |                |